# Фундудзи
Фундудзи (англ. Fundudzi) — озеро на северо-востоке Южно-Африканской республики, в горной цепи Заутпансберг провинции Лимпопо. Размеры озера — 3 на 1 км, его площадь равна 1,44 км². Высота над уровнем моря — 865 м. Глубина достигает 27 метров.
Озеро образовалось в результате древнего оползня, перекрывшего течение реки Мутали (англ. Mutale River). Озеро и обитающие в нём крокодилы, а также близлежащий лес Татхе Вондо (англ. Thathe Vondo), считаются священными для «вхататзинди» (англ. Vhatatsindi; «людей бассейна»), которые являются частью народа венда.

## Фольклор
Согласно легенде народа венда (или бавенда), озеро образовалось, когда проходившему прокажённому было отказано в еде и крове. Он проклял жилище-крааль, и тот исчез под водами новообразовавшегося озера, и люди-венда утверждают, что ранним утром можно услышать звук барабанов, а также крики и мычание утонувших людей и крупного рогатого скота.
Также согласно легенде, озеро Фундудзи охраняется богом-питоном, живущим в горах. Венда отдают дань уважения этому богу, ежегодно исполняя танец полового созревания в виде извивающейся змейки (цепочки) танцующих (conga line), в котором участвуют девушки-подростки племени. По степени наполненности озера и цвету воды судят о настроении предков и возможности дождя.
В 1955 году профессор Генри Бёрнсайд с товарищем Тэкером оказались на берегу озера и наполнили бутылки и фляги озёрной водой. На другой день вода из герметически закрытых сосудов исчезла, и такой феномен повторился в последующие дни. Испитие озёрной воды стоило профессору и его другу Тэкеру жизней. Эта история является городской легендой.